# Lymantria apicebrunnea
Lymantria apicebrunnea är en fjärilsart som beskrevs av M.Gaede 1932. Lymantria apicebrunnea ingår i släktet Lymantria och familjen tofsspinnare. Inga underarter finns listade i Catalogue of Life.